# (72676) 2001 FM56
(72676) 2001 FM56 – planetoida z pasa głównego asteroid okrążająca Słońce w ciągu 5,32 lat w średniej odległości 3,05 j.a. Odkryta 23 marca 2001 roku.